# Lijst van afleveringen van Klaas kan alles (seizoen 3)
Dit is een lijst van afleveringen van Klaas kan alles seizoen 3. In de schema's staan de opdrachten weergegeven, het resultaat en notities.

## Afleveringen

### Aflevering 1
Uitzenddatum: 23 september 2017
| Item                                                                     | Geslaagd? | Notities |
| ------------------------------------------------------------------------ | --------- | --- |
| Bijna onmogelijke missie: ongemerkt een selfie maken met Rico Verhoeven. | Ja        | Voor de eerste opdracht riep Klaas de hulp in van privédetective Nico van den Dries. Samen gingen ze naar de sportschool waar Verhoeven trainde, maar de kickbokser had Klaas al gauw in het vizier. Om erachter te komen waar hij verder nog heen zou gaan, plaatste Klaas een volgkastje onder zijn auto. Zo kon geobserveerd worden waar de kickbokser heen ging. Uiteindelijk slaagde deze opdracht bij de Vinkeveense Plassen. Met een kleine onderzeeër kon Klaas tot bij Verhoeven komen en ongehinderd een selfie maken. |
| Duel tegen professional: skater                                          | Nee       | Bij dit duel nam Klaas het op tegen skater Iris Besseling om zo snel mogelijk een parcours te skaten. Hiervoor gebruikte Klaas een elektrisch skateboard. Er werden drie rondes gedaan die ondanks Klaas' gadget allen werden gewonnen door Iris. |
| Bijzonder beroep: kettingzaagkunstenaar                                  | Ja        | Klaas ging aan de slag als kettingzaagkunstenaar in het Amerikaanse Sedro-Woolley. Hij nam deel aan een speciaal evenement en moest onder aanwijzingen van een ervaren kunstenaar een Bigfoot uitzagen. De creatie werd uiteindelijk geveild voor 650 dollar. |

### Aflevering 2
Uitzenddatum: 30 september 2017
| Item                                             | Geslaagd? | Notities |
| ------------------------------------------------ | --------- | --- |
| Bijna onmogelijke missie: een tsunami overleven. | Ja        | Om deze opdracht tot een goed einde te brengen, begon Klaas bij Deltares in Delft, waar golven konden worden nagebootst. Met behulp van een miniatuur Klaas in een klein golfslagbad was al heel snel duidelijk dat Klaas een dergelijke grote golf nooit zou kunnen weerstaan. Later in de uitzending ging hij met kanovaarder Maarten Hermans van een wildwaterbaan af; eerst normaal en vervolgens met een kano. Wederom werd duidelijk dat een tsunami overleven niet realistisch was. Maar de oplossing werd gevonden in Seattle (VS). In een speciale overlevingscapsule werd Klaas te water gelaten en er werden golven nagebootst met een boot. Klaas overleefde de golven. Hoewel dit technisch gezien geen echte tsunami was, werd deze missie wel voor geslaagd verklaard. |
| Duel tegen professional: tolk                    | Nee       | Klaas reisde af naar het Europees Parlement in Brussel voor een duel tegen tolk Annemieke Kuipers. Ze kregen de opdracht om een gesprek tussen een Nederlands en een Pools parlementslid over en weer te vertalen. Hiervoor gebruikte Klaas een vertaalapp op zijn tablet. Tolk Annemieke hakte Klaas echter genadeloos in de pan. |
| Bijzonder beroep: ePlayer                        | Ja        | In deze editie van bijzonder beroep ging Klaas aan de slag met ePlayer Koen Weijland van Ajax. Na een warming-up in de sportschool mocht Klaas een duel spelen tegen Dani Hagebeuk. Deze kampioen boekte echter een monsterwinst tegen Klaas; 11-0. Toch werd de opdracht geslaagd verklaard. |

### Aflevering 3
Uitzenddatum: 7 oktober 2017
| Item                                    | Geslaagd? | Notities |
| --------------------------------------- | --------- | --- |
| Bijna onmogelijke missie: de ruimte in. | Nee       | Voor deze opdracht had Klaas een ontmoeting met André Kuipers, die hem van alles liet zien over hoe het is om als astronaut de ruimte in te gaan. Ze gingen in een replica van Kuipers' ruimtecapsule en van een ruimtestation. Als tweede probeerde hij een hololens waarmee hij gegenereerde driedimensionale beelden van de ruimte kon bekijken. In een poging zijn missie te laten slagen, reisde hij uiteindelijk af naar de American Spaceport in de Amerikaanse staat New Mexico. Een groep studenten van de Universiteit van Oregon had een raket gebouwd waar een stuk van Klaas' haar in ging. De raket werd gelanceerd, maar op een hoogte van zo'n acht kilometer ontplofte deze vroegtijdig. Daarmee was de missie mislukt. |
| Duel tegen professional: oppas          | Nee       | Bij het duel van deze week ging Klaas oppassen bij een gezin met vijf kinderen. Hij had een grote hoeveelheid gadgets bij in een poging de kinderen beter te verzorgen dan de professionele oppas. De kinderen vonden het erg leuk met Klaas, maar de ouders, die tevens als jury optraden, gaven uiteindelijk toch de voorkeur aan de professionele oppas. |
| Bijzonder beroep: wachtcommandant       | Ja        | Klaas kreeg de opdracht om met een serie nieuwe gadgets van de Koninklijke Landmacht een snellereactie-eenheid te begeleiden als wachtcommandant. De oefening bestond uit het (laten) opsporen en elimineren van een gewapend persoon. Dit lukte. |

### Aflevering 4
Uitzenddatum: 14 oktober 2017
| Item                                                                  | Geslaagd? | Notities |
| --------------------------------------------------------------------- | --------- | --- |
| Bijna onmogelijke missie: binnen 2½ uur de Afsluitdijk over wandelen. | Ja        | Realiserend dat er 12 kilometer per uur afgelegd moet worden om de Afsluitdijk binnen de tijdslimiet af te leggen, ging Klaas aan de slag met een Nederlands kampioen en een scheidsrechter in het snelwandelen. Hij zou echter vijf jaar moeten trainen om zijn missie te halen. Als tweede probeerde hij een exoskelet uit, maar daarmee ging hij niet sneller dan 7 km/h. Hij slaagde uiteindelijk toch in zijn opdracht. Met behulp van een lopifit wandelde hij de Afsluitdijk in 1 uur en 41 minuten af. |
| Duel tegen professional: straatmuzikant                               | Nee       | In Seattle ging Klaas het duel aan tegen een straatpianist op piano om zo veel mogelijk applaus. Klaas had een speciale piano ter beschikking waar melodieën op geoefend konden worden. De in te drukken toetsen zouden oplichten, waardoor Klaas geen noten zou hoeven lezen. Klaas' spel bleek echter niet veel soeps en de professional haalde overduidelijk het meeste applaus binnen. |
| Bijzonder beroep: droneracer                                          | Ja        | Klaas liep mee met een droneracer. Hij mocht zelf een racedrone besturen en proberen zo goed mogelijk mee te doen. Hij crashte heel vaak, maar haalde in de verliezersronde uiteindelijk toch een tweede plaats binnen. |

### Aflevering 5
Uitzenddatum: 21 oktober 2017
| Item                                         | Geslaagd? | Notities |
| -------------------------------------------- | --------- | --- |
| Bijna onmogelijke missie: onzichtbaar worden | Nee       | In een poging onzichtbaar te worden probeerde Klaas drie methoden uit. Als eerste werd er een stukje van een miniatuur Klaas onzichtbaar gemaakt met behulp van een paar lenzen waar doorheen het licht werd afgebogen. Ook werd er een demonstratie gegeven van de pepper's ghost. Door alles wat er voor nodig was, bleek het voor de praktijk echter geen realistische methode. Als tweede liet Klaas zich bodypainten in de kleuren van een groentekraampje, waarin hij dus optisch onzichtbaar kon worden. Deze truc werkte even, maar uiteindelijk werd hij toch ontdekt. Bij de ultieme poging kreeg Klaas een dekkende witte mantel aan waarop de achtergrond werd geprojecteerd. Hij werd er echter niet geheel onzichtbaar mee. |
| Duel tegen professional: glazenwasser        | Nee       | Klaas ging het duel aan met een glazenwasser. Op de Haagse Toren moest binnen 20 minuten een raam gelapt worden. Klaas gebruikte hier een speciale glazenwasrobot voor. Hij kon er het duel echter niet mee winnen. |
| Bijzonder beroep: sloper                     | Ja        | In dit item liep Klaas een dag mee met een sloper. Hij hielp mee met het slopen van een oude gevangenis. |

### Aflevering 6
Uitzenddatum: 28 oktober 2017
| Item                                                      | Geslaagd? | Notities |
| --------------------------------------------------------- | --------- | --- |
| Bijna onmogelijke missie: een nacht doorbrengen bij -30°C | Ja        | Voor deze missie ging Klaas eerst langs in een diepvriesopslag. Hier werd gewerkt met temperaturen van -23°C. Ze hadden de nodige middelen om warm te blijven, zoals verwarmde stoelen in de heftruck en speciale kleding. Toch bleken ze het maar beperkt vol te houden. Na deze oriëntatie ging Klaas naar het Freezlab, een plek waar cryotherapie wordt toegepast in een cabine van -110°C. Na drie minuten moest hij er wel echt uit. Uiteindelijk kon hij zijn missie doen in een speciale testruimte van het TNO, waar het -30°C koud was. Hij kreeg speciale kleding om aan te trekken en slikte bij wijze van gadget een thermometerpil met een chip erin zodat zijn lichaamstemperatuur in de gaten kon worden gehouden. Hij kwam de nacht door. |
| Duel tegen professional: golfer                           | Nee       | Deze week nam Klaas het in een duel op tegen golfster Anne van Dam. Om hem te helpen, trainde hij zijn slagen met behulp van de Smart Golf Club. Met deze elektronische golfclub kon hij zijn swing oefenen om eenmaal in duel tegen Van Dam zo goed mogelijk voor de dag te komen. Eén hole werd er gespeeld, waarvoor Klaas uiteindelijk acht slagen nodig had om de bal de potten. Van Dam had slechts vier slagen nodig en boekte daarmee een verpletterende overwinning op Klaas. |
| Bijzonder beroep: donutbakker                             | Ja        | In Seattle liep Klaas mee met een donutbakker. Samen rolden ze het deeg en vulden ze dit met labneh en honing. Later bakte hij ook nog zelf donuts met vullingen van drop en stroopwafel. |

### Aflevering 7
Uitzenddatum: 4 november 2017
| Item                                                     | Geslaagd? | Notities |
| -------------------------------------------------------- | --------- | --- |
| Bijna onmogelijke missie: zweven met een vliegend tapijt | Ja        | Voor deze missie begon Klaas bij De Vliegende Fakir in de Efteling. Hij kon echter niet zijn geheim ontfutselen. Daarop deed hij zelf een poging met een vliegend tapijt op een oxboard. Het publiek zag echter dat Klaas niet echt zelf aan het zweven was. In een poging dit alsnog voor elkaar te krijgen, ging Klaas naar een indoorskydivecentrum in Utrecht. Pogingen om hier met een tapijt in een windtunnel te vliegen, leverden echter niets op. Uiteindelijk ging Klaas met een hoverboard het water op om dit alsnog voor elkaar te krijgen. Toen hij controle had over het apparaat, werd het tapijt erop vastgemaakt. Klaas slaagde er korte tijd in los te komen van de golven en bracht daarmee deze missie tot een goed einde. |
| Duel tegen professional: poolbiljarter                   | Nee       | Het duel van deze week was tegen Nick van den Berg. Klaas had een speciale keu met laser ter beschikking waarmee hij kon zien hoe hij de bal stootte. Hij was goed op weg, maar kon zijn tegenstander uiteindelijk niet de baas. |
| Bijzonder beroep: kasteelbeheerder                       | Ja        | In het veertiende-eeuwse Slot Loevestein kreeg Klaas de opdracht om één dag het beheer over te nemen. Hij moest het museum controleren en alle bezoekers gidsen. 's Avonds ging er nog een brandalarm af waar Klaas ook zelf op af moest. Uiteindelijk slaagde hij in zijn opdracht. |

### Aflevering 8
Uitzenddatum: 11 november 2017
| Item                                       | Geslaagd? | Notities |
| ------------------------------------------ | --------- | --- |
| Bijna onmogelijke missie: een kluis kraken | Ja        | De bedoeling van deze opdracht was om binnen drie dagen een kluis te openen. Om dit te kunnen bewerkstelligen, ging Klaas eerst oefenen in lockpicken. Dit zou echter niet succesvol zijn om een kluis te openen. Een goedkope kluis kon worden geopend door hem van een kraan te laten vallen en een geavanceerdere met hulp van de brandweer. Echter: om het exemplaar te openen dat voor deze opdracht klaar stond, werd gebruik gemaakt van een speciale robot. Deze zou alle cijfercodes doorlopen om uiteindelijk de kluiscode te achterhalen. Nog binnen de tijdslimiet was de code achterhaald en kon Klaas de kluis simpel opendraaien. |
| Duel tegen professional: dj                | Nee       | In het laatste duel van dit seizoen, nam Klaas het op tegen dj Julian Jordan. In een Amsterdamse club traden de beide heren op voor een publiek van 75 kinderen. Klaas had voor zijn optreden een aantal gadgets ter beschikking om zijn optreden goed vorm te kunnen geven. Na afloop moesten de kinderen de winnaar kiezen door te applaudisseren. Julian kreeg meer applaus en won daarmee het duel. |
| Bijzonder beroep: cowboy                   | Ja        | Het laatste bijzondere beroep van seizoen 3 was cowboy. Klaas liep een dag mee met een cowboy in Texas. Ze mestten een stal uit, repareerden een prikkeldraadhek en oefenden in lasso's werpen en paardrijden. Klaas slaagde. |

## Specials

### Winterspecial 1
Uitzenddatum: 22 december 2017
| Item                                                                   | Geslaagd? | Notities |
| ---------------------------------------------------------------------- | --------- | --- |
| Bijna onmogelijke missie: een sneeuwhelling sneller op dan een skilift | Ja        | Voor deze missie reisde Klaas af naar het Finse Rovaniemi. Eerst probeerde hij te lopend, op opblaasbare sneeuwschoenen de helling te bedwingen. Toen dat niet lukte, probeerde hij met mountainbiker David Nordemann een sneeuwhelling op te komen met behulp van een speciale sneeuwfiets. Zowel Klaas als David faalden hierin. Uiteindelijk was het een snelle sneeuwscooter die uitkomst bood. Met hoge snelheid racete Klaas de sneeuwhelling op en de missie slaagde met het grootste gemak. |
| Duel tegen professional: snertkoken                                    | Ja        | In het duel van deze aflevering nam Klaas het op tegen meervoudig wereldkampioen snertkoken Michel Rekers. Hiervoor maakte Klaas gebruik van een speciale soepmaker, die de ingrediënten kon blenden en tegelijkertijd tot soep kon koken. De beide soepen werden beoordeeld door chef-kok Julius Jaspers. Hij vond de soep van Michel absoluut lekkerder smaken dan die van Klaas. Maar de soep van Klaas kon, in tegenstelling tot die van Michel, ook daadwerkelijk als erwtensoep gekwalificeerd worden. Om die reden werd Klaas toch tot winnaar uitgeroepen. Voor het eerst sinds het duel tegen Michael Verswijveren slaagde Klaas erin om de duelopdracht tot een goed einde te brengen. |
| Bijzonder beroep: noorderlichtspotter                                  | Ja        | Terug in Finland liep Klaas een nacht mee met een noorderlichtspotter. Samen ontdooiden ze bevroren sloten, bouwden ze aan een sneeuwhotel en maakten ze de gasten wakker op het moment dat er noorderlicht aan de lucht verscheen. Alles ging goed en Klaas genoot ook intens van de hemelse verschijning. |

### Winterspecial 2
Uitzenddatum: 29 december 2017
| Item                                                                    | Geslaagd? | Notities |
| ----------------------------------------------------------------------- | --------- | --- |
| Bijna onmogelijke missie: medaille winnen op de Olympische Winterspelen | Nee       | Via een videoboodschap van Jochem Uytdehaage kreeg Klaas zijn missie voor deze aflevering binnen. Hij probeerde als eerste de sport curling uit. Hij zou echter nog veel moeten oefenen voor hij in staat zou zijn om Olympische medailles te winnen. Voor de rest van de missie week Klaas uit naar Duitsland. Om te beginnen reisde hij af naar Oberhof om samen met Herbert Cool biatlon uit te proberen. Ook dit zou echter nog veel oefening vergen voor hij medailles zou winnen. Voor de laatste poging zocht hij het in bobsleeën. Hij ging als duwer mee in een bobslee om van de baan in Winterberg af te razen. Na afloop was voor hem echter duidelijk dat het niets voor hem was. Hoewel de missie dus niet slaagde, kreeg hij wel complimenten en een medaille van zijn bobsleeteam. |
| Duel tegen professional: sneeuwballen gooien                            | Nee       | Bij het duel nam Klaas het op tegen de Fin Jonne Soppela, vijfvoudig Europees kampioen Yukigassen. Klaas kreeg een speciaal sneeuwballengeweer om te proberen Soppela in te maken. Het geweer deed zijn werk echter minder goed dan gehoopt en voor de laatste ronde gebruikte Klaas dit dan ook niet meer. Toen wist hij de vlag wel te bemachtigen, maar het had geen zin meer; Soppela had Klaas in beide voorgaande rondes al verslagen. |
| Bijzonder beroep: pistenbully-bestuurder                                | Ja        | In Fins Lapland ging Klaas een nacht mee met de chauffeur van een sneeuwbulldozer. Samen maakten ze een skipiste succesvol weer klaar voor de wintersporters. |

## Statistieken
| Type opdracht            | Aantal geslaagd | Slagingspercentage |
| ------------------------ | --------------- | ------------------ |
| Bijna onmogelijke missie | 7/10            | 70%                |
| Duel tegen professional  | 1/10            | 10%                |
| Bijzonder beroep         | 10/10           | 100%               |
| Totaal                   | 18/30           | 60%                |